# Övre Norrlands flygbasområde
Övre Norrlands flygbasområde (Flybo ÖN) var ett flygbasområde inom svenska flygvapnet som verkade åren 1942–1957. Förbandsledningen var förlagd i Luleå garnison i Luleå.

## Historik
Genom 1942 års försvarsbeslut bildades fem regionala flygbasområden, det i syfte att samordna och ansvara för krigsflygbaser och förråd. Varje krigsflygbas fick av säkerhetsskäl endast en flygande division förläggas. Därav fick staben för respektive flygbasområde i uppgift att anlägga nya flygfält, vilka skulle grupperas i tre fält med 3–10 km mellanrum. När Flygvapnet började organiseras efter STRIL 50, kom all luftbevakningen att koncentreras till Flygvapnet. Detta efter att både Armén och Flygvapnet haft egna luftbevakningsorganisationer. För flygbasområdena innebar det att ansvarsområdet utökades från 1948 till att även innefatta luftbevakning. Den 1 oktober 1957 avvecklades flygbasområdena, och ersattes geografiskt av luftförsvarssektorer, medan uppgifterna överfördes till eskaderstaberna.

## Ingående enheter
- Fält 17: Vännäs läger
- Fält 19: Olofsfors/Nordmaling
- Fält 28: Gunnarn flygbas
- Fält 29: Storberg
- Fält 30: Moskosel/Malmesjaure
- Fält 31: Unbyn
- Fält 32: Heden/Övre Heden
- Fält 33: Gällivare/Kavaheden
- Fält 34: Kalixfors
- Fält 39: Överkalix/Naisheden
- Fält 40: Fällfors

## Förbandschefer
Förbandschefen titulerades flygbasområdeschef och hade tjänstegraden överste. Flygbasområdeschefen för Övre Norrlands flygbasområde, var även chef för Norrbottens flygbaskår (F 21)

- 1942–1946: Gösta von Porat
- 1946–1951: Egmont Tornberg
- 1951–1956: Hugo Svenow
- 1956–1957: Gunnar Lindberg

## Namn, beteckning och förläggningsort
| Övre Norrlands flygbasområde | 1942-10-01 | – | 1957-09-30 |

| Flybo ÖN | 1942-10-01 | – | 1957-09-30 |

| Luleå garnison (F) | 1942-10-01 | – | 1957-09-30 |